# خيطبية
الخيطبية (الاسم العلمي: Hyphomicrobium) هي جنس من البكتيريا يتبع الفصيلة الخيطبيات من رتبة المستجذريات.

## أنواع الخيطبية
- خيطبية المصبات (الاسم العلمي:Hyphomicrobium aestuarii)
- خيطبية كلوروميثانية (الاسم العلمي:Hyphomicrobium chloromethanicum)
- خيطبية مخثرة (الاسم العلمي:Hyphomicrobium coagulans)
- خيطبية نازعة للنترات (الاسم العلمي:Hyphomicrobium denitrificans)
- خيطبية سريعة (الاسم العلمي:Hyphomicrobium facile)
- خيطبية هولندية (الاسم العلمي:Hyphomicrobium hollandicum)
- خيطبية هندية (الاسم العلمي:Hyphomicrobium indicum)
- خيطبية آكلة الميثيل (الاسم العلمي:Hyphomicrobium methylovorum)
- خيطبية نبتونية (الاسم العلمي:Hyphomicrobium neptunium)
- خيطبية آكلة النيترات (الاسم العلمي:Hyphomicrobium nitrativorans)
- خيطبية آكلة السلفونات (الاسم العلمي:Hyphomicrobium sulfonivorans)
- خيطبية شائعة (الاسم العلمي:Hyphomicrobium vulgare)
- خيطبية زفارزنية (الاسم العلمي:Hyphomicrobium zavarzinii)